# Chiesa di San Giuseppe (Arbedo-Castione)
La chiesa di San Giuseppe è un edificio religioso che si trova ad Arbedo, in Canton Ticino.
L'edificio risale al 1969 su progetto dell'architetto Giampiero Mina.